# سامانه مدیریت بسته ویندوز
سامانه مدیریت بسته ویندوز (به انگلیسی: Windows Package Manager، همچنین معروف به وین‌گت) یک سامانه مدیریت بسته رایگان و متن باز است که برای ویندوز ۱۰ مایکروسافت طراحی شده. این برنامه از یک ابزار خط فرمان و مجموعه ای از سرویس‌ها برای نصب برنامه‌ها تشکیل شده‌است. فروشندگان مستقل نرم‌افزارها می‌توانند از آن به عنوان کانال توزیع بسته‌های نرم‌افزاری خود استفاده کنند.

## تاریخچه
سامانه مدیریت بسته ویندوز اولین بار در کنفرانس توسعه دهندگان بیلد مایکروسافت در ماه مه سال ۲۰۲۰ اعلام شد.
قبل از تصمیم برای توسعه سامانه مدیریت بسته ویندوز، تیم پشتیبان آن، سامانه‌های دیگری مانند چاکلتلی، اسکووپ، Ninite، اپ‌گت، Npackd و وان‌گت (که مبتنی بر PowerShell است) را بررسی کردند. پس از معرفی وین‌گت، کیوان بیگی، توسعه دهنده اپ‌گت ادعا کرد که مایکروسافت در دسامبر ۲۰۱۹ به بهانه خرید اپ‌گت و استخدام بیگی با او مصاحبه کرده‌است. پس از صحبت با بیگی، مایکروسافت به ظاهر ارتباط با او را متوقف کرده تا اینکه یک روز قبل از راه اندازی وین‌گت تأیید کرد که او را استخدام نمی‌کنند. انتشار وین‌گت باعث شد تا بیگی اعلام کند که توسعه اپ‌گت در اوت ۲۰۲۰ متوقف خواهد شد. مایکروسافت در پاسخ به این خبر، در یک پست وبلاگی، اعلام کرد که تعدادی از ویژگی‌های اپ‌گت را به وین‌گت داده‌است.

## نگاه کلی
ابزار وین‌گت از نصب کنندگان مبتنی بر EXE ,  MSIX  و  MSI  پشتیبانی می‌کند. مخزن عمومی انجمن سامانه مدیریت بسته ویندوز میزبان فایل‌های Manifest برای برنامه‌های پشتیبانی شده در قالب YAML است. در سپتامبر ۲۰۲۰، مایکروسافت امکان نصب برنامه‌ها از فروشگاه مایکروسافت و ویژگی تکمیل خودکار دستور را اضافه کرد.
برای کاهش احتمال ورود نرم‌افزار مخرب به مخزن و دستگاه‌های هدف، سامانه مدیریت بسته ویندوز از سیستم مایکروسافت اسمارت‌اسکرین، تجزیه و تحلیل ایستا، اعتبار سنجی درهم‌ساز SHA256 و سایر روندها استفاده می‌کند.
کد منبع کلاینت وین‌گت و مخزن انجمن، تحت پروانه ام‌آی‌تی و در گیت‌هاب میزبانی می‌شوند.

## مثال
مثال زیر، ویرایشگر ویژوال استودیو کد (که یک ویرایشگر کد متن باز از مایکروسافت است) را جستجو و نصب می‌کند.
```
winget
 
install
 
vscode

```